# Federico Schuster
Federico Luis Schuster (Buenos Aires, 21 de febrero de 1961 - 30 de julio de 2022) fue un filósofo e investigador académico argentino, especialista en epistemología de las ciencias sociales y protesta social.   Fue decano de la Facultad de Ciencias Sociales de la Universidad de Buenos Aires durante los períodos 2002-2006  y 2006-2010. 

## Biografía
Su padre fue el filósofo Félix Schuster, ex decano de la Facultad de Filosofía y Letras (Universidad de Buenos Aires) Su hijo es el politólogo Tomás Schuster.  

### Actividad académica
En 1985, se graduó como licenciado en Filosofía por la Universidad de Buenos Aires. En 1998, obtuvo su PhD en Teoría Política y Social por la Universidad de Essex, Gran Bretaña, donde fue alumno del filósofo Ernesto Laclau. 
En la carrera de Ciencia política de la Universidad de Buenos Aires, fue Profesor Titular de la materia "Filosofía y métodos de las Ciencias Sociales".  Sus temas de trabajo e investigación fueron la filosofía de las Ciencias Sociales y el estudio de las protestas y los movimientos sociales, desde la perspectiva de la Sociología Política.  en los años posteriores a la Crisis de diciembre de 2001 en Argentina, donde los movimientos piqueteros adquirieron relevancia en la escena política de Argentina.  Fue director del Grupo de Estudios sobre Protesta Social y Acción Colectiva (GEPSAC), pionero en América Latina. 
Entre 1997 y 2001 fue director del Instituto de Investigaciones Gino Germani. En diciembre de 2001 fue elegido decano de la  Facultad de Ciencias Sociales (Universidad de Buenos Aires), cargo en el que permaneció hasta fines de 2010.   Fue Visiting Research Fellow en la Universidad de Essex e investigador visitante en las Universidad Federal de Río de Janeiro,  Universidad de Wisconsin-Madison y de Universidad de Texas en Austin.
Como homenaje tras su fallecimiento, el edificio de la Facultad de Ciencias Sociales de la Universidad de Buenos Aires lleva su nombre. 

### Actividad política

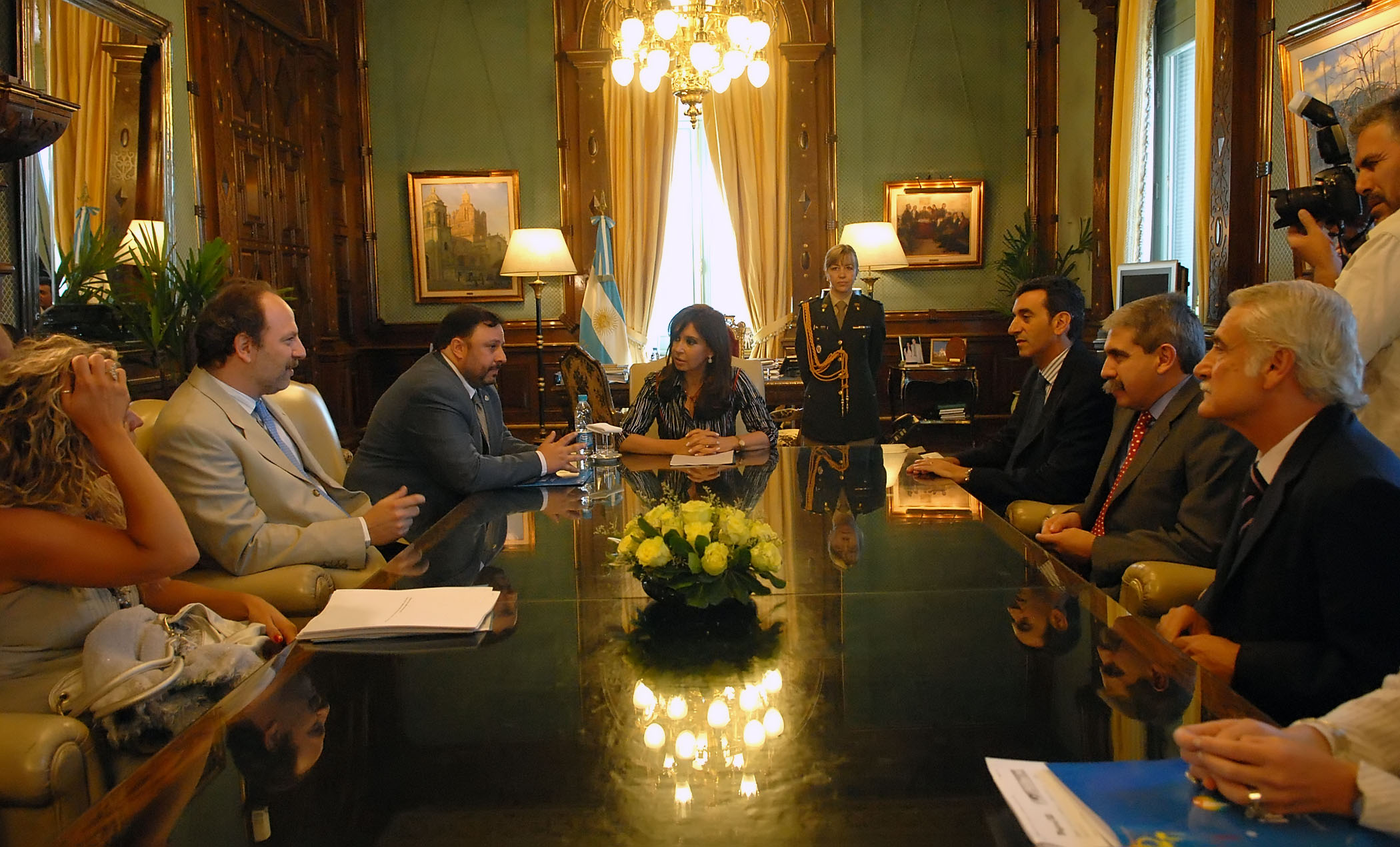
Federico Schuster (tercero desde la izquierda) junto al vicedecano Damián Loreti reunidos con la presidenta Cristina Fernández de Kirchner y miembros de su gabinete el 4 de abril de 2008

Durante la crisis derivada del Paro agropecuario patronal en Argentina de 2008, Schuster fue convocado junto a otros intelectuales por el gobierno nacional, para aportar miradas reflexivas al tratamiento que daban al tema los medios masivos de comunicación.   Desde mayo de 2008, fue uno de los firmantes del Espacio Carta Abierta.  Posteriormente fue uno de los impulsores de la Ley de Servicios de Comunicación Audiovisual sancionada en 2009.

## Obra
- Filosofía y métodos de las Ciencias Sociales (2002). Buenos Aires: Manantial.
- Relato del presente. La protesta social en la argentina desde el 19 y 20 de diciembre de 2001. Buenos Aires: Prometeo.
- Sujetos de acción colectiva (2005). Buenos Aires: Prometeo, 2005.
- Tomar la palabra: Estudios sobre protesta social y acción colectiva en Argentina contemporánea (2005) (con Francisco Naishtat, Sebastián Pereyra y Gabriel Nardacchione). Buenos Aires: Prometeo.
- La huella piquetera. Avateres de las organizaciones de desocupados después de 2001 (con Sebastián Pereyra y Germán J. Pérez) (2008). Buenos Aires: Ediciones al Margen.